# 7434 Osaka
7434 Osaka (1994 AB3) là một tiểu hành tinh vành đai chính được phát hiện ngày 14 tháng 1 năm 1994 bởi T. Kobayashi ở Oizumi.